# 1995 en Bretagne
 Chronologie de la Bretagne
- 1991
- 1992
- 1993
- 1994
- 1995
- 1996
- 1997
- 1998
- 1999

Cette page recense des événements qui se sont produits durant l'année 1995 en Bretagne.

## Société

### Décès

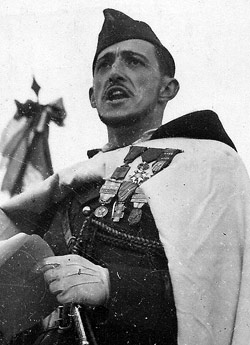
Charles Le Goasguen

- 5 juillet à Brest (Finistère) : Charles Le Goasguen (né le 4 mai 1920 à Brest – 5 juillet 1995 à Brest), militaire, Compagnon de la Libération et homme politique français.
- 13 août à Quimper (Finistère) : Pierre Jacques Hélias dit Pierre-Jakez Hélias, journaliste, homme de lettres et folkloriste français.